# جون كامبل (فيلسوف)
جون كامبل (بالإنجليزية: John Campbell)‏ هو فيلسوف بريطاني، ولد في 1956.